# Idyls of Battle and Poems of the Rebellion

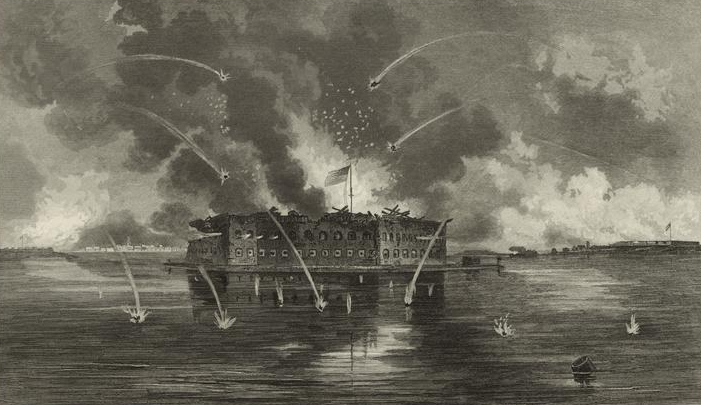
Ostrzał Fort Sumter w 1861

Idyls of Battle and Poems of the Rebellion – debiutancki tomik wierszy amerykańskiej poetki Laury Redden Searing, opublikowany w 1865. Zbiorek stanowi zapis wydarzeń z czasu wojny secesyjnej. Zawiera między innymi utwór The Story of Sumter:
Over sea and over city slowly crept the sullen morn,
All tlie splendor of its dawning by a growing shadow curst;
And the sunless sky that sphered us nursed a tempest yet unborn,
But we waited on the Battery for another storm to burst.
Grim, defiant, as some olden warrior clad in chilly mail,
Sullen, signless silence brooding o'er its weather-beaten face.
From its brow the vapor rifted by the freshening eastern gale,
Saw we Sumter, as the grayness of the morning waned apace.
Początkowa część poematu jest regularnie aliterowana. Atak na Fort Sumter był pierwszą bitwą wojny domowej.